# Крива зростання (спектроскопія)

Загальний вигляд кривої зростання

Крива зростання — залежність еквівалентної ширини {\displaystyle W} спектральної лінії поглинання від кількості атомів {\displaystyle N}, які поглинають випромінювання у цій лінії. Як правило, про криві зростання говорять у застосуванні до ліній поглинання в спектрах зір.
Криву зростання ділять на три якісно відмінні області. Для малих {\displaystyle N} оптична товщина поглинаючого шару мала, і еквівалентна ширина росте прямо пропорційно кількості атомів, {\displaystyle W\propto N}, — ця частина кривої зростання називається лінійною. Для досить великого {\displaystyle N} оптична товщина стає більше одиниці, центральна глибина лінії перестає зростати, відбувається насичення лінії в центрі, і зростання еквівалентної ширини продовжується рахунок крил лінії. На цій ділянці кривої зростання, що називається пологою, {\displaystyle W\propto {\sqrt {\ln N}}}. Для ще більшого {\displaystyle N} починають помітно зростати частини крил, що описуються лоренцевським профілем. Ця частина кривої зростання називається областю згасання випромінювання, на ній {\displaystyle W\propto {\sqrt {N}}}.
Криві зростання можна розрахувати теоретично для різних умов атмосфери зорі. За ними можна визначати вміст тих чи інших хімічних елементів в атмосфері зорі, а порівнюючи теоретичні криві зростання з спостерігаються, можна визначати різні параметри атмосфери, від яких залежить вид найкривішої зростання, наприклад, температуру або швидкість мікротурбулентних рухів.
Залежність еквівалентної ширини лінії поглинання від кількості атомів вперше показав у 1931 Марсел Міннарт.

## Опис
Крива зростання — це залежність еквівалентної ширини {\displaystyle W} спектральної лінії поглинання від кількості атомів {\displaystyle N}, що поглинають випромінювання в цій лінії.
Як правило, про криві зростання говорять у застосунку до ліній поглинання в спектрах зір. Випромінювання, що виходить з фотосфери зорі, має неперервний спектр, але після проходження через зовнішні шари зоряної атмосфери випромінювання поглинається на деяких довжинах хвиль, і в спектрі з'являються лінії поглинання. У кожній такій спектральній лінії випромінювання поглинається певним атомом у певному енергетичному стані, тому чим більше таких атомів на шляху випромінювання, тим сильнішим буде поглинання в спектральній лінії.

Крива зростання може бути поділена на три частини, у порядку зростання {\displaystyle N}: лінійну, де {\displaystyle W\propto N}; пологу, або перехідну, в якій {\displaystyle W\propto {\sqrt {\ln N}}}; та область згасання випромінювання, де {\displaystyle W\propto {\sqrt {N}}}.

Вигляд профілю спектральної лінії Лайман-альфа в одиницях інтенсивності неперервного спектру для різних концентрацій водню: від × 1012 атомів на см2 для лінії найменшої глибини до × 1020 атомів на см2 для найглибшої лінії. Між сусідніми лініями концентрація змінюється в 10 разів.
Криві зростання для лінії Лайман-альфа для різної доплерівської ширини лінії {\displaystyle b_{d}}, пов'язаної з напівшириною {\displaystyle g} гаусівського профілю лінії як {\displaystyle b_{d}=g/{\sqrt {\ln 2}}}.

## Теорія

### Еквівалентна ширина

Крива зображує профіль спектральної лінії поглинання. Еквівалентна ширина W — ширина зеленого прямокутника за умови, що його площа дорівнює синій площі над профілем лінії.

Для опису інтенсивності спектральних ліній поглинання використовується поняття еквівалентної ширини {\displaystyle W}. Це ширина області в одиницях довжини хвилі ({\displaystyle W_{\lambda }}) або в частоти ({\displaystyle W_{\nu }}), у якій неперервний спектр випромінює сумарно стільки ж енергії, скільки поглинається у всій лінії.
Більш строго {\displaystyle W} визначається в такий спосіб. Інтенсивність випромінювання у спектрі на частоті {\displaystyle \nu } позначається як {\displaystyle I_{\nu }}, а інтенсивність у такому ж спектрі за відсутності аналізованої лінії {\displaystyle I_{\nu }^{0}} : для знаходження {\displaystyle I_{\nu }^{0}} проводиться екстраполяція сусідніх з лінією областей спектра на область, де спостерігається лінія, немов би вона була відсутня. Вводиться параметр {\displaystyle a_{\nu }=1-I_{\nu }/I_{\nu }^{0}}, що називається глибиною лінії і являє собою частку випромінювання на частоті {\displaystyle \nu }, яка була поглинена. Тоді еквівалентна ширина пов'язана із ним співвідношенням {\textstyle W_{\nu }=\int _{\nu _{1}}^{\nu _{2}}a_{\nu }d\nu }. Аналогічні міркування можна повторити, замінивши частоти на довжини хвиль, отримавши {\textstyle W_{\lambda }=\int _{\lambda _{1}}^{\lambda _{2}}a_{\lambda }d\lambda }. Теоретично інтегрування повинне проводитися від {\displaystyle 0} до {\displaystyle \infty }, але на практиці інтегрують на скінченному інтервалі, що включає основні частини лінії — як правило, ширина інтервалу становить не більше кількох десятків нанометрів. Глибина лінії {\displaystyle a_{\nu }} пов'язана з оптичною товщиною поглинаючого шару {\displaystyle \tau _{\nu }} на частоті {\displaystyle \nu } ормулою {\displaystyle a_{\nu }=1-e^{-\tau _{\nu }}}. Оптична товщина {\displaystyle \tau _{\nu }}, в свою чергу, прямо пропорційна {\displaystyle N} -кількості поглинаючих атомів на одиницю площі на промені зору.

### Поведінка для малої оптичної товщини
Коли {\displaystyle N} мало, то мала і {\displaystyle \tau _{\nu }} у всіх частинах лінії. Тоді {\displaystyle a_{\nu }=1-e^{-\tau _{\nu }}} зростає практично лінійно зі зростанням {\displaystyle \tau _{\nu }}, і, отже, {\displaystyle W\propto N}. Коли оптична товщина стає досить великою, то зростання {\displaystyle a_{\nu }} в центрі лінії сповільнюється, а потім практично зупиняється — лінійне зростання продовжується, поки оптична товщина в центрі лінії {\displaystyle \tau _{0}} за порядком величини менше одиниці. Збільшення {\displaystyle W} сповільнюється, але не припиняється, оскільки у крилах — бічних частинах лінії — {\displaystyle \tau _{\nu }} ще невелике. Зв'язок між {\displaystyle W} і {\displaystyle N} для оптично товстих середовищ залежить від виду профілю спектральної лінії.

### Поведінка для великої оптичної товщини
Як правило, окремі механізми розширення спектральної лінії призводять або до гауссівського розподілу {\displaystyle \tau _{\nu }} (наприклад, тепловий рух атомів), або до лоренцевського розподілу (наприклад, природна ширина спектральної лінії і розширення за рахунок зіткнень). Спільна дія цих механізмів призводить до утворення фойгтівського профілю, який є згорткою гаусівського та лоренцевського. Оскільки в лоренцевскому профілі крила зменшуються набагато повільніше, ніж у гауссівскому, то у відповідному фойгтовскому профілі далекі частини крил близькі до лоренцевского профілю. Вид центральної частини лінії залежить від ширин гаусівського та лоренцевського профілів: якщо гаусівський профіль значно ширший, то центральна частина фойгтівського профілю буде близька до гауссівського, і навпаки.

#### Гаусівський профіль
Розподіл оптичної товщини лінії з гауссівским профілем має такий вигляд:
{\displaystyle \tau (x)=\tau _{0}\exp \left(-{\frac {x^{2}\ln 2}{g^{2}}}\right),}
де {\displaystyle \tau _{0}} — оптична товщина в центрі лінії, {\displaystyle g} — напівширина лінії, {\displaystyle x} — відстань до центру лінії. Для зручності можна зробити заміну {\textstyle u={\frac {x{\sqrt {\ln 2}}}{g}}}. Тоді {\displaystyle u} — відстань від центру лінії у величинах доплерівської ширини, що дорівнює {\displaystyle g/{\sqrt {\ln 2}}}. Еквівалентна ширина лінії з такими параметрами може бути виражена так:
{\displaystyle W={\frac {2g}{\sqrt {\ln 2}}}\int _{0}^{\infty }\left(1-\exp \left[-\tau _{0}e^{-u^{2}}\right]\right)du}
Інтеграл у цьому виразі не береться аналітично, але можна приблизно вважати, що для великих {\displaystyle \tau _{0}}, що відповідають насиченим лініям, підінтегральний вираз близький до 0 для великих {\displaystyle u} і до 1 для малих {\displaystyle u}. За границю між «великими» та «малими» {\displaystyle u} можна взяти значення {\displaystyle u_{0}}, для якого {\displaystyle \tau _{0}e^{-u_{0}^{2}}=1}. Ця умова виконується для {\displaystyle u_{0}={\sqrt {\ln \tau _{0}}}}, так що {\displaystyle W} з хорошою точністю виявляється пропорційною {\displaystyle {\sqrt {\ln \tau _{0}}}}, а значить, {\displaystyle W\propto {\sqrt {\ln N}}}. Наближене обчислення самого інтеграла призводить до того ж результату.

#### Лоренцевський профіль
У лінії з лоренцевським профілем розподіл оптичної товщини записують у вигляді:
{\displaystyle \tau (x)=\tau _{0}{\frac {l^{2}}{l^{2}+x^{2}}},}
де {\displaystyle \tau _{0}} — оптична товщина в центрі лінії, {\displaystyle l} — напівширина лінії, {\displaystyle x} — відстань до центру лінії. Для зручності робиться заміна {\textstyle y=x/l} , тоді {\displaystyle y} — відстань від центру лінії в одиницях напівширини. Еквівалентна ширина в цьому випадку набуває вигляду:
{\displaystyle W=2l\int _{0}^{\infty }\left(1-\exp \left[-{\frac {\tau _{0}}{y^{2}+1}}\right]\right)dy}
Для досить великих {\displaystyle \tau _{0}} центр лінії виявляється насиченим, а зменшення оптичної товщини в крилах відбувається приблизно як {\displaystyle y^{-2}}. Тоді ширина приблизно виражається формулою:
{\displaystyle W=2l\int _{0}^{\infty }\left(1-\exp \left[-{\frac {\tau _{0}}{y^{2}}}\right]\right)dy}
Якщо зробити заміну {\textstyle z^{2}=\tau _{0}/u^{2}}, то вираз набуде вигляду
{\displaystyle W=2l{\sqrt {\tau _{0}}}\int _{0}^{\infty }\left(1-\exp \left[-z^{2}\right]\right)d(1/z)}
Таким чином, для лоренцевського профілю {\displaystyle W} зростає пропорційно {\displaystyle {\sqrt {\tau _{0}}}}, а значить, {\displaystyle W\propto {\sqrt {N}}}.

#### Фойгтівський профіль
Лінії поглинання у спектрах зір, як правило, описуються фойгтівським профілем, в якому лоренцевська ширина дуже мала порівняно з гауссівською. Це означає, що центральні частини ліній близькі до гауссівських, а крила — до лоренцевських.
Таким чином, при досить великих значеннях {\displaystyle N} оптична товщина в центрі стає більше одиниці, але крила лоренцевського профілю ще занадто слабкі, і зростання {\displaystyle W} відбувається в основному за рахунок областей, де профіль лінії близький до Гаусівського — пропорційно {\displaystyle {\sqrt {\ln N}}}. Для дуже великих {\displaystyle N} далекі частини крил лінії, що описуються лоренцевським профілем, стають досить сильними і {\displaystyle W} починає рости приблизно пропорційно {\displaystyle {\sqrt {N}}}. Типове значення оптичної товщини в центрі лінії, для якої відбувається перехід від пологої частини кривої зростання до області радіаційного загасання, становить близько × 103, хоча воно залежить від відношення лоренцівської та гауссівської ширини: чим більше лоренцевська ширина, тим для менших {\displaystyle \tau _{0}} відбувається перехід.

## Використання
Криві зростання можна розрахувати теоретично для заданої моделі зоряної атмосфери — в загальному випадку для цього необхідно розв'язати рівняння переносу випромінювання для заданих умов в атмосфері зорі, — температури, густини речовини та інших параметрів. Таким чином, порівняння теоретичних кривих зростання зі спостережуваними дозволяє вимірювати параметри зір, від яких залежить крива зростання, а еквівалентні ширини ліній дозволяють визначати вміст відповідних хімічних елементів.
Для окремо взятої зорі крива зростання певної лінії може бути побудована за мультиплетами — наборами спектральних ліній, які відповідають переходам із загального нижнього рівня. Число атомів {\displaystyle N} невідомо для цієї зорі, але для всіх цих переходів воно гарантовано однакове. Крім того, зазвичай відомі ймовірності переходів, тому для мультиплета може бути обрано відповідне сімейство кривих зростання і визначено {\displaystyle N}.
Вид кривої зростання залежить, наприклад, від температури зорі та від швидкості мікротурбулентних рухів газу в ній. Підвищення температури і збільшення швидкості мікротурбулентності збільшують гауссівську ширину лінії, зменшуючи при цьому оптичну глибину в її центрі — при цьому еквівалентна ширина залишається незмінною, але насичення лінії і припинення лінійного зростання настає для більшого {\displaystyle N} і за більшої еквівалентної ширини. Крім того, мікротурбулентність і температура по-різному впливають на криву зростання: для однієї і тої ж температури атоми різних мас мають різні середні швидкості, і ширина гауссівських ліній таких атомів відрізняється. Мікротурбулентність викликає рух з однаковими швидкостями — це дозволяє розділяти ефекти температури і мікротурбулентності.

## Історія дослідження
1931 року Марсел Міннарт вперше показав, як еквівалентна ширина лінії поглинання залежить від кількості атомів, що її утворюють. Інші вчені, серед яких були Дональд Мензел та Альбрехт Унзельд, згодом доопрацьовували теорію кривої зростання.